# Antonius Rüsenberg
Antonius Rüsenberg (né le 6 mai 1943 à Steinheim et mort le 14 juin 2016)  est un homme politique allemand de la CDU.

## Biographie
Après avoir étudié à l'école primaire, Antonius Rüsenberg complète un apprentissage de mécanicien agricole de 1957 à 1961. Il réussit l'examen de compagnon en 1961. Il travaille ensuite comme mécanicien agricole jusqu'en 1963. De 1963 à 1964, il étudie à l'Institut social de Bad Honnef, de 1964 à 1966, il travaille comme mécanicien de machines agricoles. Il est diplômé de l'école technique supérieure de travail social de Cologne de 1966 à 1969. Il travaille comme travailleur social au bureau de la protection de la jeunesse de l'arrondissement de Höxter de 1969 à 1980.

## Politique
Antonius Rüsenberg est membre de la CDU depuis 1962. Il est président de l'association locale et président de l'association municipale CDU Steinheim. De 1973 à 1999, il est président de l'association CDU de l'arrondissement de Höxter. Rüsenberg est membre du comité de district CDU pour la Westphalie-de-l'Est-Lippe pendant 32 ans et du comité d'état CDU pour la Rhénanie-du-Nord-Westphalie pendant 21 ans. Il est également membre du Syndicat chrétien-démocrate des travailleurs (CDA), du Mouvement des travailleurs catholiques (KAB) et de la société Kolping.
Antonius Rüsenberg est membre du Landtag de Rhénanie du Nord-Westphalie durant les 9e, 10e, 11e, 12e et 13e législatures de 1980 à 2005 en représentant la circonscription de Höxter II. Ici, il occupe le poste de vice-président du groupe parlementaire d'État de la CDU et est le porte-parole de la politique de la famille et de la jeunesse pour le groupe parlementaire de l'État de la CDU pendant 15 ans.
Rüsenberg décède à l'âge de 73 ans.